# Friedrich-Bernbeck-Schule. Staatliche Wirtschaftsschule Kitzingen
Die Friedrich-Bernbeck-Schule. Staatliche Wirtschaftsschule Kitzingen ist eine Wirtschaftsschule in der Großen Kreisstadt Kitzingen im gleichnamigen Landkreis in Unterfranken. Zusammen mit der Staatlichen Beruflichen Oberschule Kitzingen bestehend aus einer Fachoberschule und einer Berufsoberschule sowie der Staatlichen Berufsschule Kitzingen-Ochsenfurt ist die Wirtschaftsschule Teil des Staatlichen Beruflichen Schulzentrums Kitzingen–Ochsenfurt.

## Geschichte
Die nach dem Kitzinger Reformator Friedrich Bernbeck benannte Friedrich-Bernbeck-Schule wurde im Jahr 1947 gegründet. Sie bezog denkmalgeschützte Baulichkeiten, die im 17. Jahrhundert Teil des Ursulinenkloster Kitzingen waren. Die Bauten sind bereits seit den 2010er Jahren dringend sanierungsbedürftig. Im Frühjahr 2024 wurde mit der Wirtschaftsschule vereinbart, dass die Räumlichkeiten in der Nähe des Landratsamtes aufgegeben werden sollen. In einigen Jahren soll die Schule einen Neubau an der Kanzler-Stürtzel-Straße beziehen und damit zu einem Teil des Schulzentrums im südlichen Teil des Stadtkerns werden. Vor der Fertigstellung des Neubaus sollen die Schüler Bauten auf dem Gelände der Staatlichen Berufsschule beziehen. Zuvor wurde einige Zeit über die Sanierung der Schule diskutiert.

## Schulprofil
- zweistufige Wirtschaftsschule (Jahrgangsstufen 10–11, voll ausgebaut)
- vierstufige Wirtschaftsschule (Jahrgangsstufen 7–10, voll ausgebaut)
- Schulprofil Inklusion